# Spheciospongia spiculifera
Spheciospongia spiculifera är en svampdjursart som först beskrevs av Kieschnick 1900.  Spheciospongia spiculifera ingår i släktet Spheciospongia och familjen borrsvampar. Inga underarter finns listade i Catalogue of Life.